# 14564 Heasley
14564 Heasley è un asteroide della fascia principale. Scoperto nel 1998, presenta un'orbita caratterizzata da un semiasse maggiore pari a 2,8539488 UA e da un'eccentricità di 0,2201842, inclinata di 4,70153° rispetto all'eclittica.